# Corvus tasmanicus
El cuervo de Tasmania (Corvus tasmanicus) es una especie de ave paseriforme de la familia Corvidae que habita en el sureste de Australia y de Tasmania.

## Descripción
Es un cuervo negro de gran tamaño. El cuervo de Tasmania mide de 50 a 52 cm con un plumaje negro brillante y un iris blanco. Tiene proporcionalmente un pico más largo y una cola más pequeña en comparación con los otros cuervos de Australia y es la única especie de cuervo en Tasmania. Su sonido es similar al del cuervo australiano.